# النقيل (السياني)

تعديل مصدري - تعديل

النقيل محلة تابعة لقرية منزل السماوي، التابعة لعزلة الدامغ بمديرية السياني إحدى مديريات محافظة إب في الجمهورية اليمنية.، بلغ تعداد سكانها 47 حسب تعداد اليمن لعام 2004.